# Ягіазаров Гаджі Мурат
Ягіазаров Гаджі Мурат (Гаджі Ахмедович, азерб. Hacımurad Yegizarov; *18 липня 1939, Баку) — азербайджанський актор. Народний артист Азербайджану (1982).
Народився 18 липня 1939 року в Баку. Закінчив Азербайджанський інститут мистецтва (1962). Працює в театрі російської драми ім. С. Вургуна. Знімається в кіно з 1958 р.
Грав Сулеймана («Аршин мал алан», 1966), Мурада («Людина кидає якір», 1968), Халіфа Мамуна («Бабек», 1982) та ін. Знявся в українському фільмі «Таємниця корабельного годинника» (1983).